# ۴۷۶ (میلادی)
۴۷۶ میلادی هفتاد و ششمین سال سده پنجم در گاه‌شماری میلادی بود.

## رویدادها
- سقوط امپراتوری روم غربی

## درگذشت‌ها
- رومولوس آگوستولوس، آخرین امپراتور روم غربی (برخی منبع)

‎